# Парк мира (Дублин)
Парк мира (англ. Peace Park, ирл. Páirc na Síochána) — небольшой общественный парк у собора Христа на углу Николас-стрит и Крайстчерч-плейс в районе Либертис в центре Дублина. Построен в конце 1980-х годов как затонувший сад с целью снижения шума от дорожного движения на оживлённом перекрестке. Посвящён стремлению Ирландии к миру в 1988 году во время Смуты. Не действовал с 2010 по 2020 год.

## История
Парк разбит на месте старого Толселя — важного здания, которое совмещало в себе функции общественного зала, ратуши, суда и тюрьмы со времени норманнского вторжения в Ирландию до тех пор, пока оно не было снесено около 1809 года . На юго-западе с территорией парка соседствует портал церкви Святого Николая в стенах — руины храма XVIII века.
До реконструкции в 2019 году основными достопримечательностями парка были бронзовая статуя «Древо жизни», фонтан и плиты со стихами ирландских поэтов Уильяма Батлера Йейтса и Патрика Каванаха. Статуя «Древо жизни» появилась здесь во время празднования тысячелетия Дублина в 1988 году; в это же время в городе был установлен памятник Молли Мэлоун на Графтон-стрит. Скульптурная композиция «Дитя тысячелетия», представляющая собой три бронзовые статуи играющих детей, была установлена перед парком и открыта в ноябре 2000 года президентом Ирландии Мэри Макэлис. Автором памятника является скульптор Джон Бехан. Композиция была посвящена «детям нового тысячелетия».
В 2009 году мэрия Дублина закрыла парк из-за антиобщественного поведения горожан на его территории, в частности, распития ими алкогольных напитков и употребления наркотиков. В рамках «Стратегии озеленения свободных территорий» в 2010-х годах власти города включили парк в список объектов подлежащих реконструкции. В июле 2018 года городской совет Дублина поручил компании «Дермот Фолей Лэндскейп Аркитектс» восстановить Парк мира и преобразовать его в мемориал.
30 апреля 2019 года здесь был открыт мемориал «Поля Фландрии» в память о жителях Ирландии, павших в боях Первой мировой войны на территории Бельгии. Целью его установки власти города объявили желание «объединить людей для размышлений о войне и мире, о жертвах и страданиях, о терпимости и надежде, о прощении и примирении». В честь события состоялась церемония, организованная совместно городским советом Дублина и правительством Фландрии. Земля из Фландрии была объединена с землёй из всех четырех провинций Ирландии и помещена в круг из подвергнутого пескоструйной обработке ленстерского гранита, отражающего круглый дизайн крыши военного мемориала Мененские ворота в городе Ипр в Бельгии. Мемориал был покрыт травяным покровом. На памятнике были выгравированы стихи ирландского военного поэта Фрэнсиса Эдварда Ледвиджа. Вокруг мемориала на скамейках из бельгийского синего камня были выгравированы гербы Ленстера, Мюнстера, Ольстера и Коннахта.
На заседании Подкомитета по поминовению городского совета Дублина в январе 2018 года, члены которого были проинформированы о предложении включить ирландскую землю в мемориал «Поля Фландрии» в Парке мира, четыре члена комитета выступили против. Ранее члены совета, в том числе бывший лорд-мэр Мишель Макдонха и его преемник Ниал Ринг, говорили, что установка военного мемориала в Парке мира кажется неуместной. На заседании комитета в феврале 2018 года был рассмотрен альтернативный вариант размещения памятника в Садах Ирландского национального военного мемориала в Айлендбридж, но предложение было отклонено.
Официальное открытие парка после завершения реконструкции состоялось 26 июня 2019 года. Во время восстановительных работ в нём были высажены кусты калины ароматной и деревья вишни королевской, а также установлен пандус для горожан с детьми в колясках и инвалидов.